# Brain Mode
Brain Mode（ぶれいんもーど）は、作詞・作曲家 尾関昌也と元アイドルシンガーの松本千恵美（元ベリーズ、オリーブ）によるポップスユニット。
レコーディングにはEric Marienthal（Chick Corea Elektric Band）、Pat Seymour（Eurythmics）、Darryl Phinnessee & Dorian Holley （Michael Jackson Band）、Beth Anderson、難波弘之、増崎孝司（DIMENSION）など多くの実力派ミュージシャンが集まり、良質なAOR作品を生み出していた。

## ディスコグラフィ
- 「DAY WAVE」

発売日 1996年11月21日　KING RECORDS
TX系「出動!ミニスカポリス」エンディング・テーマ
cw / DOLCE
- 「HALF BOY,HALF GIRL」

発売日 1997年02月21日　KING RECORDS
TX系「出動!ミニスカポリス」エンディング・テーマ
cw / Love get in the way
- 「WHITE KISS」

発売日 1997年11月21日　KING RECORDS
CX系「蜜の味-TASTE OF HONEY」エンディング・テーマ
cw / RISKY GAME